# Kirsán Iliumzhínov
Kirsán Nikoláievich Iliumzhínov (en ruso: Кирса́н Никола́евич Илюмжи́нов), nacido en Elistá el 5 de abril de 1962, es un ajedrecista, militar, político y multimillonario ruso, de religión budista, fue presidente de la Federación Internacional de Ajedrez entre noviembre de 1995 y 3 de octubre de 2018. Fue presidente de Kalmukia entre 1993 y 2010.
A los catorce años se proclamó campeón de ajedrez y boxeo en su república, que por aquel entonces era la República Autónoma Socialista Soviética de Kalmukia, dentro de la Unión Soviética. Fue sargento en el Ejército Rojo y se graduó en 1989 en el Instituto de Relaciones Internacionales de Moscú. En 1989 comenzó a dirigir una compañía de compraventa de coches ruso-japonesa para Mitsubishi, con la que se hizo millonario.
En 1993, se presentó a la presidencia de la Kalmukia dentro de la Rusia, cargo que tuvo hasta 2010. Iliumzhínov es un hombre muy tolerante con los otros cultos religiosos de su república. Ha promovido la construcción de templos  budistas, ortodoxos, sinagogas judías, mezquitas musulmanas y una catedral católica, esta última fruto de sus conversaciones en 1993 con el entonces pontífice Juan Pablo II.

## Ajedrez
Iliumzhínov fue presidente de la Federación Internacional de Ajedrez (FIDE) desde 1995 hasta 2018, tras sustituir al ajedrecista y politólogo filipino Florencio Campomanes. Fue el promotor del proyecto "City Chess" en Elistá, la capital de Kalmukia. El 11 de agosto de 2014, fue reelegido con 110 votos. El otro aspirante, el ajedrecista, político y escritor ruso Gary Kaspárov obtuvo 61 votos. Se ha visto involucrado en sucesivos escándalos por el manejo corrupto de la FIDE y el Tesoro norteamericano lo incluyó en la lista negra por su vínculo con presidentes como Saddam Hussein, Muamar El-Gaddafi y Bachar Al-Assad, lo cual creó dificultades a la FIDE, por lo que no fue candidato ni elegido en las elecciones de 2018.